# ISSpresso
ISSpresso ist die Bezeichnung für eine Maschine zur Zubereitung von Getränken, die für den Betrieb in der Internationalen Raumstation (ISS) entwickelt wurde. Sie ist nach Herstellerangabe diejenige, mit der der erste Espresso in der Schwerelosigkeit zubereitet wurde. Außer Espresso kann die Maschine auch Tee, andere Heißgetränke und Consommé zubereiten.

## Entwicklung

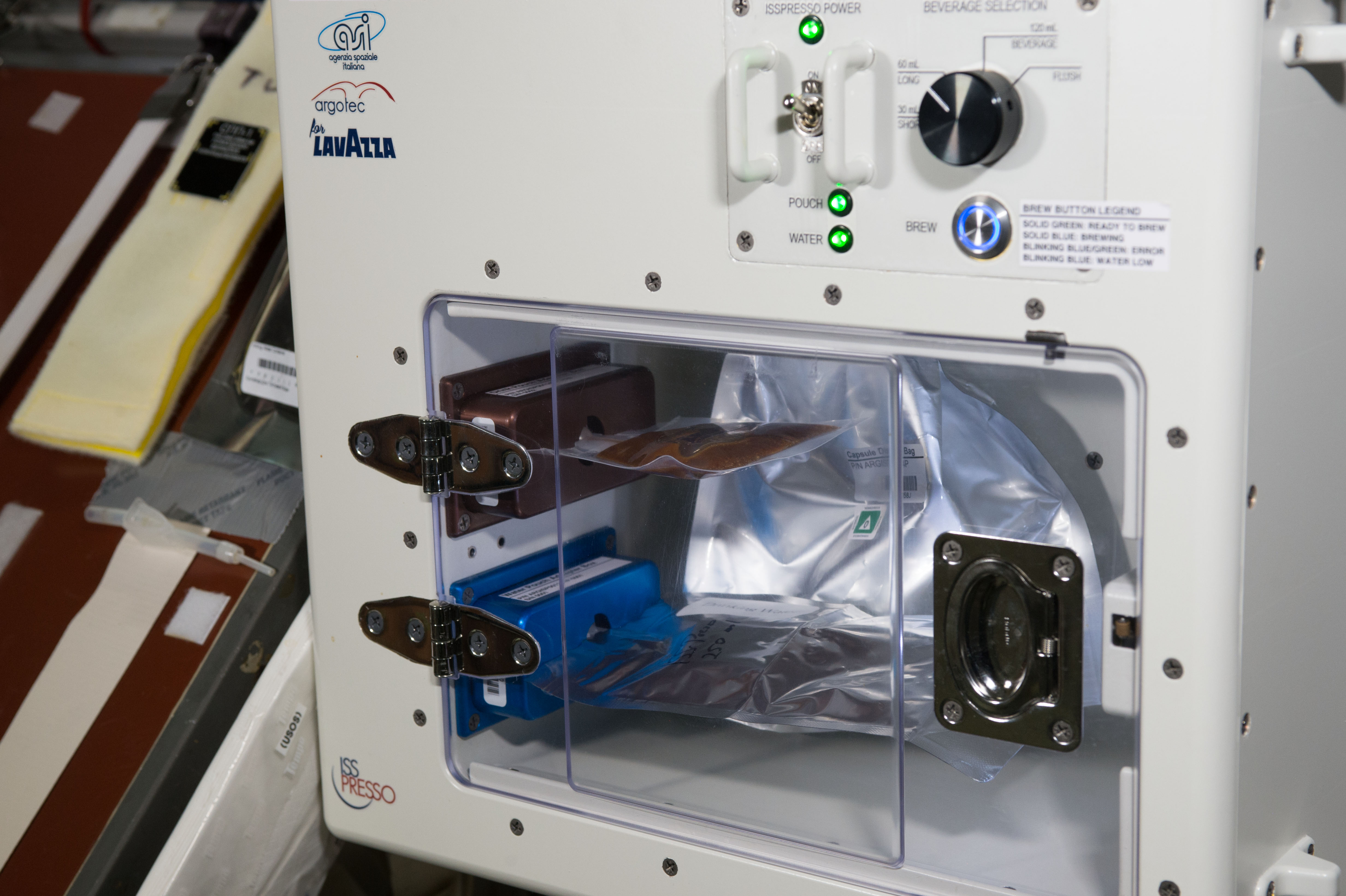
ISSpresso in der ISS (2015)

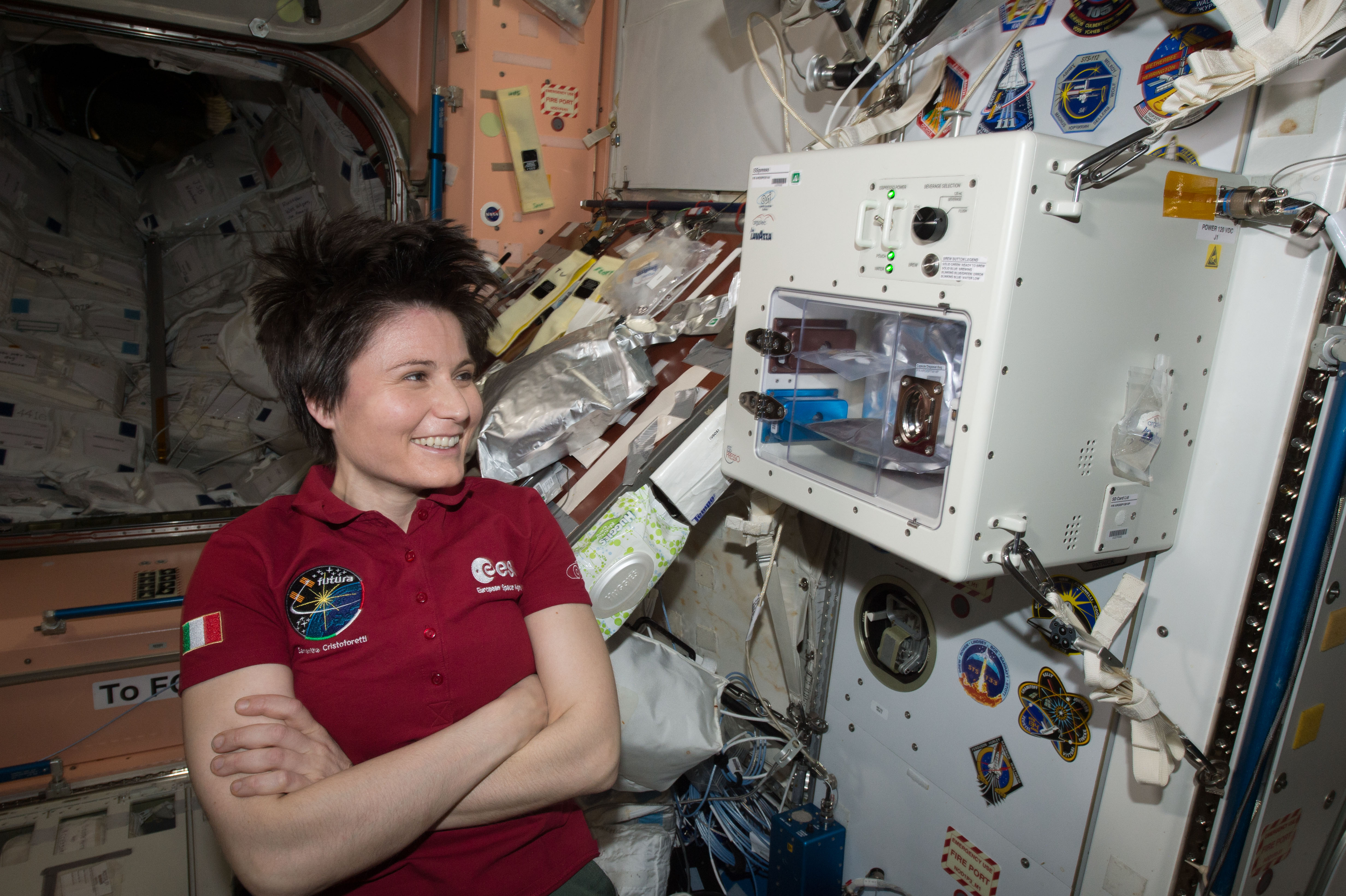
Samantha Cristoforetti und die ISSpresso-Maschine in der ISS

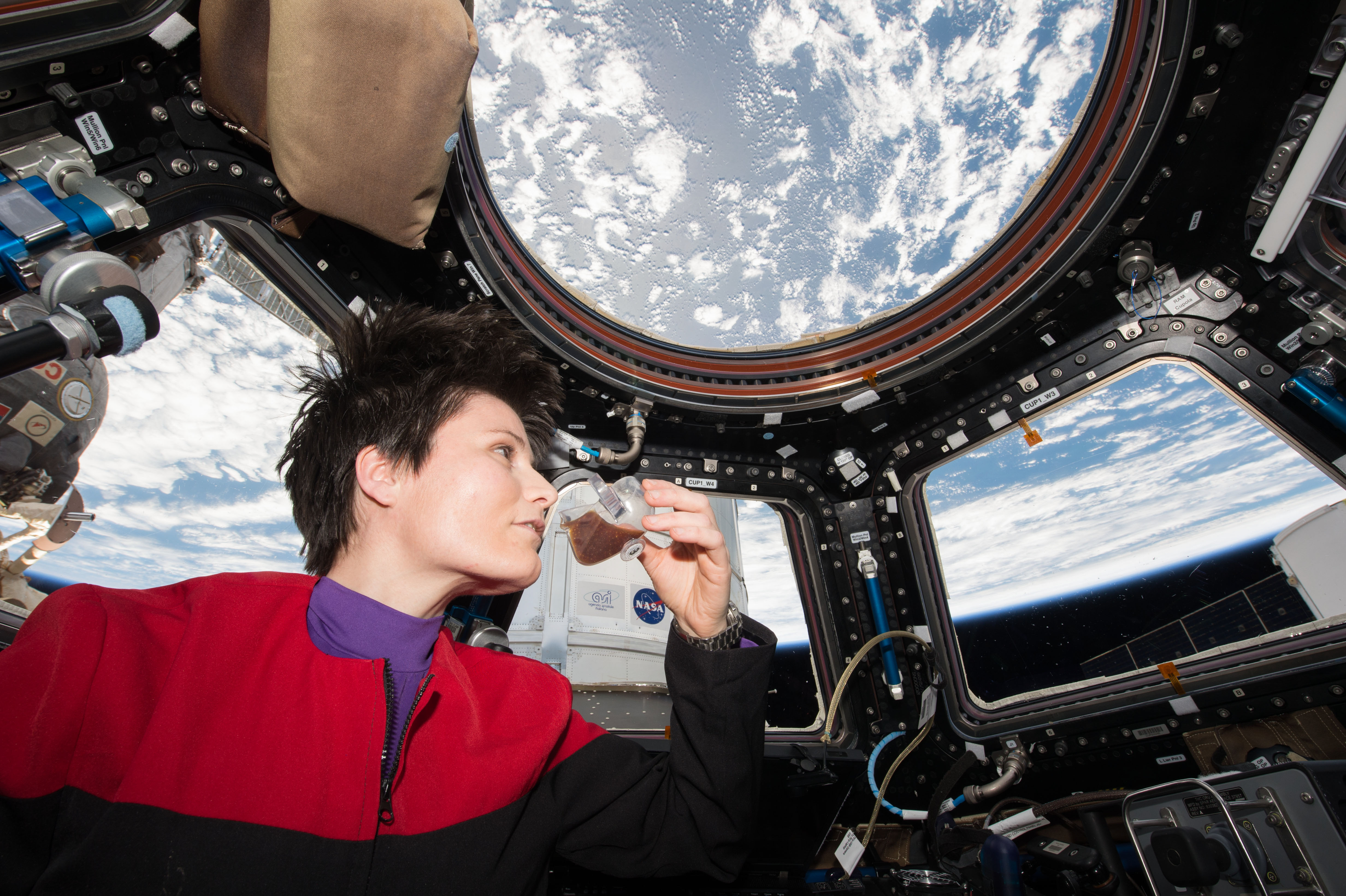
Samantha Cristoforetti mit dem speziellen Trinkbecher der ISSpresso-Maschine in der ISS

Entwickelt wurde die Maschine von der Firma Argotec Sri. (Turin), einem italienischen Luft- und Raumfahrttechnik-Unternehmen, zusammen mit der Firma Lavazza in einer öffentlich-privaten Partnerschaft mit der italienischen Raumfahrtagentur Agenzia Spaziale Italiana (ASI). Argotec entwickelte die Maschine auf der Basis einer bereits existierenden in eineinhalb Jahren; dabei wurden einige Änderungen vorgenommen. Letztlich sind nur drei Parameter identisch mit Espressomaschinen, die auf der Erde verwendet werden, nämlich die Kaffeekapsel, die Brühtemperatur von 75 Grad Celsius und der Wasserdruck.
Mit dem Raumschiff Dragon der Firma SpaceX, das am 14. April 2015 von der Cape Canaveral Air Force Station startete (SpaceX CRS-6), wurde neben anderer Nutzlast auch die ISSPresso-Maschine zur ISS gebracht und in der Raumstation installiert.

## Zweck
Roberto Battiston, Präsident der ASI, nannte als Zweck der Entwicklung und des Einsatzes der Maschine Erkenntnisse über das Verhalten von heißen Flüssigkeiten unter hohem Druck in der Schwerelosigkeit. Dan Hartman, Manager der NASA für das Raumstationsprogramm, sagte, die Kaffeemaschine sei ein kommerzielles Experiment, das bei Langzeit-Weltraummissionen die Stimmung steigern könne.
Der Nachweis dieser Technologie in der Schwerelosigkeit könnte zu neuen oder verbesserten Brauverfahren führen und Erkenntnisse für die Mikrofluidik bringen, die in erdbasierten medizinischen Anwendungen und Anwendungen zur Arzneimittelgabe verwendet wird. Die Besatzungsmitglieder können im Rahmen der Kapillargetränkestudie ein ISSpresso-Getränk mit speziell entwickelten „Raumbechern“ genießen, anders als die Standard-Trinkbeutel mit Strohhalm. Die speziellen Behälter nutzen Eigenschaften wie die Oberflächenspannung, Benetzung und Behältergeometrie, um das Getränk in der Tasse zu halten.

## Verwendung auf der ISS
Der 43 mal 36 mal 42 Zentimeter große, etwa 20 Kilogramm wiegende ISSpresso benötigt 120 V Gleichstrom, der vom Utility Outlet Panel der ISS bezogen wird, und einen NASA-Standard-Getränkebeutel, der mit dem Trinkwasserspender im US-LAB verbunden ist. Nachdem ISSpresso physisch und elektrisch angeschlossen ist, wird ein NASA-Standard-Getränkebeutel zusammen mit einer Kapsel, die (bis auf das Wasser) alle Zutaten für das Getränk enthält, das das Besatzungsmitglied trinken möchte, installiert und das Gerät eingeschaltet. Für jedes Getränk sind einige Minuten Zubereitungszeit erforderlich. Nach dem Aufbrühen werden die gebrauchte Kapsel und der Getränkebeutel entfernt. ISSpresso wird dann ausgeschaltet, der Wasserbeutel entfernt und ISSpresso von der Stromversorgung getrennt und verstaut.
Am 3. Mai 2015 wurde die Maschine von der ersten italienischen Astronautin Samantha Cristoforetti während der letzten „Futura“-Mission auf der Internationalen Raumstation eingeweiht. Paolo Nespoli, italienischer Astronaut, benutzte die Maschine während seines Aufenthalts auf der ISS am 30. September 2017.
Im Dezember 2017, nach 32 Monaten des Betriebs an Bord der ISS, endete der Einsatz der ISSpresso.

## Nachnutzung auf der Erde
Der spezielle Raumbecher, der für die Verwendung unter Bedingungen der Schwerelosigkeit entwickelt wurde, stammt von einem Unternehmen in Oregon. Über ein Tochterunternehmen werden Nachbildungen der Becher vertrieben.